# 62-я гвардейская стрелковая дивизия
62-я гвардейская стрелковая Звенигородско-Будапештская Краснознамённая орденов Суворова и Богдана Хмельницкого дивизия — воинское соединение Красной армии. Преобразована из 127-й стрелковой дивизии 2-го формирования 15 января 1943 года. Действовала в составе армий Сталинградского, Воронежского, Юго-Западного, Степного и 2-го  и 3-го Украинского фронтов. Боевой период: 15.01.1943 — 04.08.1943; 07.09.1943 — 05.09.1944; 03.11.1944 — 09.05.1945.
Сокращённое наименование — 62 гв. сд.

## История
- Сформирована в марте 1942 в Приволжском военном округе как 127-я стрелковая дивизия (2-го формирования).
- За образцовое выполнение боевых заданий командования, мужество и героизм личного состава дивизия была удостоена звания «гвардейская» и преобразована в 62-ю гвардейскую стрелковую дивизию (15 января 1943).
- Продолжая действовать в составе 3-й танковой армии, в феврале-марте 1943 года участвовала в освобождении Харькова (16 февраля), вела упорные оборонительные бои в районе г. Мерефа. В этот период плечом к плечу с дивизией геройски сражались воины 1-го Чехословацкого отдельного пехотного батальона под командованием полковника Л. Свободы. В апреле — июле дивизия вела оборонительные и наступательные бои в составе 6-й, затем 1-й гвардейской армии Юго-Западного фронта.
- В начале августа была включена в 37-ю армию, находившуюся в Резерве Ставки ВГК, которая в 1-й половине сентября в составе Степного фронта была введена в сражение для развития наступления и быстрого выхода войск фронта к р. Днепр. Части дивизии вышли к Днепру и в ночь на 28 сентября 1943 года форсировали его в районе Мишурина Рога (юго-восточнее Кременчуга). Вначале реку форсировала группа передового отряда на 3 понтонах и 5 лодках. За ними переправились главные силы передового отряда. К 8 часам 28 сентября, несмотря на сильное сопротивление противника, на правом берегу реки были захвачены 2 плацдарма. В течение дня на них переправились основные силы полков 1-го эшелона дивизии, которые с ходу вступили в бой. За успешное форсирование Днепра многие воинам дивизии были награждены орденами и медалями, а 59 удостоены звания Героя Советского Союза[3].
- В октябре — ноябре дивизия участвовала в наступлении, а затем в отражении контрудара противника на криворожском направлении. В конце ноября была передана 52-й армии, и в декабре вела бои в районе г. Черкассы.
- В январе-феврале 1944 года в Корсунь-Шевченковской наступательной операции дивизия в составе 4 гв. А 2-го Украинского фронта участвовала в окружении и уничтожении группировки противника. За проявленные воинами героизм и мужество в боях в районе г. Звенигородка была удостоена почётного наименования «Звенигородская» (13 февраля 1944).
- В последующем за образцовое выполнение боевых задач по уничтожению окружённой группировки противника награждена орденом Богдана Хмельницкого 2-й степени (26 февр. 1944). Стремительно действовали воины соединения в Уманско-Ботошанской наступательной операции, в которой они разгромили противостоящие части противника и в ночь на 19 марта с ходу форсировали р. Днестр, за что дивизия была награждена орденом Красного Знамени (8 апреля 1944).
- В Ясско-Кишинёвской наступательной операции 1944 года дивизия в составе 52 А 2-го Украинского фронта участвовала в окружении и разгроме вражеской группировки юго-западнее г. Кишинёв. В конце ноября 1944 — февраля 1945 года в составе 4-й гвардейской (с 20 января по 20 февраля- 46-й армии) 3-го Украинского фронта вела боевые действия по освобождению Венгрии. За проявленные воинами мужество и высокое воинское мастерство в боях по окружению и уничтожению будапештской группировки противника удостоена почётного наименования «Будапештская» (5 апреля 1945).
- В марте — апреле 1945 года дивизия участвовала в Венской наступательной операции. Своими активными и решительными действиями она способствовала освобождению венгерских городов Сомбатель (Сомбатхей), Капувар и Кёсег (29 марта 1945), за что награждена орденом Суворова 2-й степени (26 апр. 1945).

На завершающем этапе операции дивизия участвовала в 9-дневных ожесточённых боях за овладение столицей Австрии г. Вена.

## Состав
- 182-й гвардейский стрелковый полк,
- 184-й гвардейский стрелковый полк,
- 186-й гвардейский стрелковый полк,
- 131-й гвардейский артиллерийский полк,
- 69-й отдельный гвардейский истребительно-противотанковый дивизион (20.09.1944 переформирован в 69-й гвардейский отдельный самоходный артдивизион),
- 64-й отдельная гвардейская разведывательная рота,
- 71-й отдельный гвардейский сапёрный батальон,
- 90-й отдельный гвардейский батальон связи,
- 572-й (67-й) медико-санитарный батальон,
- 65-я отдельная гвардейская рота химической защиты,
- 638-я (61-я) автотранспортная рота,
- 647-я (66-я) полевая хлебопекарня,
- 655-й (63-й) дивизионный ветеринарный лазарет,
- 1967-я полевая почтовая станция,
- 1156-я полевая касса Госбанка[2]

## Подчинение
- В ходе войны входила в состав ряда армий Сталинградского, Воронежского, Юго-Западного, Степного и 2-го Украинского фронтов.

## Награды и наименования
- 15 января 1943 года —  почётное звание «Гвардейская» — присвоено Народным комиссаром обороны СССР от 15 января 1943 года за проявленную отвагу в боях за Отечество с немецкими захватчиками, за стойкость, мужество, дисциплину и организованность, за героизм личного состава;
- 13 февраля 1944 года — почётное наименование «Звенигородская» — присвоено приказом Верховного Главнокомандующего № 030 от 13 февраля 1944 года за отличие в боях с немецкими захватчиками за освобождение Звенигородки;
- 26 февраля 1944 года —  орден Богдана Хмельницкого II степени — награждена указом Президиума Верховного Совета СССР от 26 февраля 1944 года за образцовое выполнение боевых заданий командования в боях по завершению уничтожения окруженной группировки немецких захватчиков в районе города  Корсунь-Шевченковский и проявленные при этом доблесть и мужество.[4];[5]
- 5 апреля 1945 года — почётное наименование «Будапештская» — присвоено приказом Верховного Главнокомандующего № 064 от 5 апреля 1945 года за отличие в боях с немецкими захватчиками при взятии Будапешта;
- 8 апреля 1944 года —  орден Красного Знамени — награждена указом Президиума Верховного Совета СССР от 8 апреля 1944 года за образцовое выполнение заданий командования при форсировании Днестра, овладение городом и важным железнодорожным узлом Бельцы, выход на государственную границу и проявленные при этом доблесть и мужество;[6]
- 26 апреля 1945 года —  орден Суворова  II степени — награждена указом Президиума Верховного Совета СССР от 26 апреля 1945 года за образцовое выполнение заданий командования в боях с немецкими захватчиками при овладении городами Сомбатель, Капувар, Кесег и проявленные при этом доблесть и мужество[4].[7]

Награды частей дивизии:
- 182 гвардейский стрелковый Ясский[8] орденов Суворова[9] и Кутузова[10] полк,
- 184 гвардейский стрелковый Венский[11] орденов Суворова[10] и Александра Невского[12] полк,
- 186 гвардейский стрелковый Краснознамённый[12] ордена Кутузова[13] полк,
- 131 гвардейский артиллерийский орденов Кутузова и Александра Невского[10] полк;
- 69 отдельный гвардейский самоходный артиллерийский ордена Богдана Хмельницкого[14] дивизион.

## Командование дивизии
- Дивизией командовали:
- Сергеев, Константин Алексеевич (13.03.1942 — 17.04.1942), полковник
- Зайцев, Георгий Михайлович (18.04.1942 — 04.04.1943), полковник, с 19.01.1943 года генерал-майор
- Мошляк, Иван Никонович (05.04.1943 — 24.03.1945), полковник
- Панченко, Григорий Филиппович (25.03.1945 — ??.07.1946), генерал-майор.

Начальник артиллерии - Балиев Александр Игнатович, гв. полковник (1943)
- полками командовали:

182-й гв. сп
…
- Егоров Георгий Николаевич (18.03.1943 — 18.07.1943), погиб
- Антонов Григорий Сергеевич (09.08.1943 — 10.11.1943), ранен 10.11.1943
- Шакиров Сефа Шакирович (11.11.1943 — 03.12.1943), арестован
- Грозов Михаил Трофимович (31.12.1943 — 30.10.1945)
- Чумак Павел Петрович (30.10.1945 — 07.03.1946)
- Ткаченко Дмитрий Алексеевич (с 13.03.1946)

184-й гв. сп(б. 549-й сп)
- Брагин Василий Николаевич (15.01.1943 — 00.05.1943), окружение
- Ятель Пётр Филиппович (по 31.01.1944), погиб 31.01.1944
- Силаев Борис Степанович (? — ?), умер от ран

186-й гв. сп
…
- Снозовой Афанасий Иванович (21.06.1943 — 13.07.1943), погиб 13.07.1943
- Диденко Пётр Алексеевич (25.07.1943 — 17.01.1944), погиб 17.01.1944
- Назаров Алексей Сергеевич (с 12.02.1944)
- Колембет Трофим Андреевич (05.07.1944 — 02.07.1945)
- Шахкулов Мисак Хачаносович (02.07.1945 — 02.04.1946), погиб 02.04.1946

## Отличившиеся воины дивизии
10596 её воинов были награждены орденами и медалями, 37 из них присвоено звание Героя Советского Союза.
- Абаляев, Дмитрий Петрович, гвардии старший лейтенант, заместитель командира батальона по политической части 186-го гвардейского стрелкового полка.
- Алексеев, Андрей Корнеевич, гвардии капитан, командир батальона 182-го гвардейского стрелкового полка.
- Антонов Григорий Сергеевич, гвардии полковник, командир 182-го гвардейского стрелкового полка.
- Асташин, Егор Фролович, гвардии капитан, командир батальона 184-го гвардейского стрелкового полка.
- Борисов, Борис Степанович, гвардии капитан, командир батальона 184-го гвардейского стрелкового полка.
- Васильев Иван Николаевич, гвардии красноармеец, стрелок 184-го гвардейского стрелкового полка.
- Виноградов, Иван Кузьмич, гвардии сержант, комсорг батальона 184-го гвардейского стрелкового полка.
- Гайворонский, Иван Иванович, гвардии младший сержант, автоматчик 182-го гвардейского стрелкового полка.
- Глухов, Фёдор Дмитриевич, гвардии сержант, командир пулемётного расчёта 184-го гвардейского стрелкового полка.
- Голубицкий, Фёдор Антонович, гвардии сержант, командир орудия 182-го гвардейского стрелкового полка.
- Горбунов, Фёдор Ильич, гвардии старший сержант, командир орудия 69-го гвардейского отдельного истребительно-противотанкового артиллерийского дивизиона.
- Гриб, Кузьма Петрович, гвардии младший лейтенант, командир взвода 182-го гвардейского стрелкового полка.
- Гусаров, Григорий Андреевич, гвардии сержант, командир отделения 184-го гвардейского стрелкового полка.
- Данько, Василий Иосифович, гвардии капитан, командир батальона 182-го гвардейского стрелкового полка.
- Дейнеко, Николай Григорьевич, гвардии старший лейтенант, командир роты 184-го гвардейского стрелкового полка.
- Жаров, Сергей Петрович, гвардии старший лейтенант, командир роты противотанковых ружей 3-го стрелкового батальона 182-го гвардейского стрелкового полка.
- Зубалов, Феофилакт Андреевич, гвардии капитан, командир батальона 184-го гвардейского стрелкового полка.
- Калашников, Александр Петрович, гвардии старший лейтенант, командир роты 182-го гвардейского стрелкового полка.
- Коваленко, Пётр Данилович, гвардии сержант, командир отделения 90-й гвардейской отдельной роты связи.
- Левицкий, Роман Иванович, гвардии сержант, командир отделения 184-го гвардейского стрелкового полка.
- Луценко, Пётр Степанович, гвардии подполковник, командир 184-го гвардейского стрелкового полка.
- Машков, Игорь Анатольевич, гвардии красноармеец, стрелок 182-го гвардейского стрелкового полка.
- Новиков, Василий Сергеевич, гвардии старший лейтенант, командир роты 184-го гвардейского стрелкового полка.
- Остапенко, Степан Кузьмич, гвардии старший лейтенант, начальник разведки 131-го гвардейского артиллерийского полка.
- Павлов, Василий Александрович, гвардии старший сержант, командир отделения роты противотанковых ружей 184-го гвардейского стрелкового полка.
- Панченко, Григорий Филиппович, гвардии полковник, командир дивизии.
- Подчуфаров, Александр Гаврилович, гвардии красноармеец, стрелок 124-го гвардейского стрелкового полка.
- Похвалин, Василий Алексеевич, гвардии лейтенант, парторг 3-го батальона 184-го гвардейского стрелкового полка.
- Пупков, Михаил Алексеевич, гвардии капитан, командир батальона 184-го гвардейского стрелкового полка.
- Рудомётов, Николай Васильевич, гвардии старший лейтенант, начальник разведки дивизиона 131-го гвардейского артиллерийского полка.
- Сентюрин, Владимир Иванович, гвардии майор, командир батальона 182-го гвардейского стрелкового полка.
- Селезнёв, Николай Илларионович, гвардии сержант, командир отделения роты автоматчиков 186-го гвардейского стрелкового полка.
- Соболевский, Анатолий Фёдорович, гвардии старший лейтенант, командир роты 184-го гвардейского стрелкового полка.
- Старых, Иван Сергеевич, гвардии младший сержант, командир отделения 71-го гвардейского отдельного сапёрного батальона.
- Уфимцев, Константин Григорьевич, гвардии красноармеец, старший телефонист штабной батареи 131-го гвардейского артиллерийского полка.
- Худенко, Николай Владимирович, гвардии младший сержант, номер расчёта противотанкового ружья роты противотанковых ружей 182-го гвардейского стрелкового полка.
- Шакенов, Кенжибек Шакенович, гвардии красноармеец, автоматчик 184-го гвардейского стрелкового полка.
- Шакшуев, Фёдор Михайлович, гвардии красноармеец, стрелок 182-го гвардейского стрелкового полка.
- Шамшур, Анатолий Иванович, гвардии старший сержант, командир взвода 184-го гвардейского стрелкового полка.
- Шильдин, Пётр Степанович, гвардии лейтенант, командир роты 182-го гвардейского стрелкового полка[16].
- Щедров, Пётр Григорьевич, гвардии старший лейтенант, командир 2-й стрелковой роты 182-го гвардейского стрелкового полка.
- Щекотов, Григорий Феоктистович, гвардии сержант, командир отделения 186-го гвардейского стрелкового полка.
- Юдин, Александр Васильевич, гвардии младший сержант, наводчик орудия 69-го отдельного гвардейского истребительно-противотанкового дивизиона.